# Crax alector
L'hocco nero (Crax alector Linnaeus, 1766) è un uccello galliforme della famiglia dei Cracidi originario delle regioni settentrionali del bacino amazzonico.
È l'unico uccello appartenente al genere Crax in cui il maschio e la femmina non presentano differenze nel piumaggio. 

## Descrizione

### Dimensioni
Misura 85-95 cm di lunghezza, per un peso di 2850-3750 g nel maschio e di 2400-3425 g nella femmina.

### Aspetto
L'hocco nero ha un piumaggio quasi interamente di colore nero lucido. Solo il ventre, i fianchi e la parte inferiore della base della coda sono bianchi. In entrambi i sessi, le rettrici sono interamente nere. Questa specie, tuttavia, si distingue dagli altri uccelli del genere Crax per la cresta più corta e meno arruffata. A differenza di questi ultimi, inoltre, non possiede nessuna protuberanza o caruncola intorno al becco. Al massimo, in alcuni casi, la cera può apparire un po' più rigonfia. Il becco appare più sottile e allungato rispetto a quello degli altri hocco. Le zampe sono grigie. È l'unica specie del genere Crax in cui la femmina è quasi identica al maschio. Tuttavia, la cresta della prima è adornata da alcune sottili barre bianche, caratteristica, tuttavia, che non è sempre evidente sul campo. La sottospecie erythrognatha che vive nelle regioni occidentali dell'areale ha la cera di colore rosso-arancio, mentre la sottospecie nominale alector, che vive nella parte orientale dell'areale, ha la cera gialla.

### Voce
Il canto è costituito da una sorta di borbottio lugubre o di basso muggito umm-um ... umm, um-um. Può essere udito più di frequente durante il mattino e la sera, tranne durante il periodo di nidificazione, quando può essere ascoltato in ogni momento del giorno e della notte. Come negli altri hocco, il suono emesso non è mai molto potente ed è abbastanza difficile da localizzare. Quando è infastidito, l'hocco nero emette un brevissimo pit pit peer. Il richiamo d'allarme è un peep fischiato.

## Biologia
Gli hocco neri vivono per la maggior parte del tempo in coppie o in piccoli gruppi. Nelle regioni in cui la caccia non è molto praticata, questi uccelli non mostrano alcuna diffidenza e si possono osservare facilmente. La loro figura appare molto elegante, in quanto camminano a testa alta, con le zampe strette (tanto che le ginocchia si toccano tra loro) e la coda aperta a ventaglio ampiamente incurvata verso il basso, come tutti gli altri hocco del genere Crax. Gli hocco neri vanno in cerca di cibo sul terreno. All'alba, amano spingersi ai margini delle foreste e fino ai margini delle strade ricoperte di ghiaia, ma non si allontanano mai troppo dalla copertura forestale. Cercano rifugio sugli alberi e se si sentono seriamente minacciati possono arrampicarsi fin sulla volta, accompagnando la loro salita con piccoli colpi d'ala. Gli hocco neri eseguono parate complesse che vengono osservate solo raramente: i maschi reagiscono contro l'intrusione dei rivali e le femmine adottano posture esagerate durante le quali drizzano la coda, gonfiano le piume della zona anale, sbattono le ali e lanciano una grande varietà di richiami.

### Alimentazione
Gli hocco neri si nutrono quasi esclusivamente di frutta. Nella Guyana francese, questo ingrediente costituisce oltre il 95% del suo menu. Il resto della dieta comprende foglie, gemme, germogli, invertebrati, in particolare coleotteri e imenotteri, oltre a fiori e funghi. Numerosi frutti vengono prelevati dagli alberi del genere Guarea della famiglia delle Meliacee. Occasionalmente, gli hocco neri si alimentano in compagnia del trombettiere aligrigie (Psophia crepitans).

### Riproduzione
In Suriname, gli hocco neri si riproducono tra dicembre e aprile, durante la stagione delle piogge. Nella Guyana francese, giovani esemplari sono stati osservati in marzo e anche nel periodo che va fino a settembre. In Colombia, il periodo di riproduzione sembra essere precedente, in quanto le femmine sono già pronte ad accoppiarsi nel mese di gennaio. Il nido è generalmente una struttura rudimentale costruita con pezzi di legno. Tuttavia, a volte questi uccelli possono costruire una piccola piattaforma ben ordinata fatta con rami di buone dimensioni e foderata all'interno con foglie e piccoli pezzi di corteccia. È situato su un albero, a 5 metri dal suolo. La covata comprende generalmente 2 uova.

## Distribuzione e habitat
Gli hocco neri sono originari delle regioni nord-occidentali dell'America del Sud, dalla foce del Rio delle Amazzoni alla Colombia centro-meridionale. Ne vengono ufficialmente riconosciute due sottospecie, che si differenziano per il colore della cera, come è già stato detto: C. a. erythrognatha (Colombia orientale e Venezuela a sud del fiume Orinoco, eccetto l'estremità orientale) e C. a. alector (estremità orientale del Venezuela, Guyane e Brasile settentrionale a nord del Rio delle Amazzoni).
Gli hocco neri frequentano le foreste-galleria e le zone boscose periodicamente invase dalle acque. Mostrano una chiara preferenza per i boschetti che crescono lungo i fiumi e per le piante rampicanti situate ai margini delle foreste. Spesso si avventurano nelle aree di radura dove il terreno è esposto. A volte camminano lungo le strade o penetrano in vecchie piantagioni. Nella Guyana francese questi uccelli vivono nelle foreste primarie, principalmente nelle colline ben irrigate dell'interno del paese. Gli hocco neri sono uccelli tipici delle regioni pianeggianti e delle colline, ma in alcuni luoghi possono spingersi fino a 1700 metri.

## Tassonomia
Come affermato prima, ne vengono riconosciute due sottospecie:
- C. a. erythrognatha P. L. Scalter e Salvin, 1877, diffusa nella Colombia orientale (nei dipartimenti di Meta e Vichada fino al Río Caquetá a sud) e nelle regioni del Venezuela a sud dell'Orinoco (fatta eccezione per l'estremità orientale del Paese);
- C. a. alector Linnaeus, 1766, presente nell'estremità orientale del Venezuela (a est del Cerro de la Neblina), nelle Guyane e nelle regioni settentrionali del Brasile a nord del Rio delle Amazzoni.

## Conservazione
L'hocco nero non è minacciato a livello globale. In Colombia è considerato abbastanza comune lungo la catena orientale delle Ande e sulla Serranía de la Macarena. Nel Suriname si ritiene che sia piuttosto comune, mentre nella Guyana francese è considerato in pericolo a medio termine a meno che non vengano prese apposite misure di protezione. Nelle regioni in cui la pressione della caccia si fa più sentire, esso rischia, così come il trombettiere aligrigie, di scomparire rapidamente. La specie è praticamente scomparsa dalle regioni costiere, dalle zone prossime alle abitazioni e da tutti i luoghi in cui la caccia è una pratica comune. In Brasile questo uccello è comune nella provincia di Amapá, nel Roraima, nella regione di Manaus e nei siti lontani dalle attività umane.